# Organum
L'organum és la duplicació d'un cant (una melodia gregoriana anomenada tenor) pla preexistent, mitjançant un moviment paral·lel, a un interval d'octava, quarta o quinta. Les primeres manifestacions de les quals es té constància són del segle ix.
Els primers tipus d'organum es troben als tractats Musica Enchiriadis i Scholia Enchiriadis, tractats que recullen el repertori de la segona meitat del segle ix, i responen tots al mateix principi: la duplicació d'un cant pla preexistent en moviment paral·lel a un interval d'octava, quinta o quarta.
El cant pla s'anomena vox principalis (veu principal) i la veu afegida s'anomena vox organalis (veu organal). En aquests tipus d'organum primitiu, la vox principalis (també cantus) està situada dalt, mentre que les duplicacions es fan per sota d'aquesta veu. El moviment paral·lel és habitual, encara que a poc a poc s'anirà movent la vox organalis primer per moviment oblic i després per moviment contrari. Aquests procediments aniran preparant el camp cap a la veritable polifonia.

## Tipus
| Organum simple: és el resultat d'afegir una vox organalis a la vox principalis.                                     | Organum simple |
| Organum compost: quan es dobla una o les dues veus a l'octava.                                                      |                |
| Organum estricte o paral·lel: quan les veus es mouen per moviment paral·lel.                                        |                |
| Organum paral·lel modificat: quan el moviment paral·lel s'abandona temporalment al principi i al final de la frase. |                |